# Vuelo 4225 de Aeroflot
El vuelo 4225 de Aeroflot era un Tupolev Tu-154B-2 en un vuelo de pasajeros nacional soviético programado desde el aeropuerto de Alma-Ata (ahora aeropuerto Internacional de Almaty) al aeropuerto de Simferopol el 8 de julio de 1980. El avión había alcanzado una altitud de no más de 500 pies cuando la velocidad aérea repentinamente cayó debido a las corrientes térmicas que encontró durante el ascenso. Esto provocó que el avión se detuviera a menos de 5 kilómetros (3,1 millas; 2,7 millas náuticas) del aeropuerto, se estrellara y se incendiara, matando a los 156 pasajeros y 10 tripulantes a bordo. Hasta la fecha, sigue siendo el accidente de aviación más mortal en Kazajistán.

## Accidente
En el momento del accidente, el aeropuerto de Alma-Ata estaba experimentando una ola de calor. Eran alrededor de las 00:39 y el vuelo 4225 despegó del aeropuerto de Alma-Ata en el Kazajistán soviético. Solo unos segundos después del despegue, el vuelo alcanzó los 500 pies. El clima no estaba del lado del vuelo; el avión alcanzó una zona de aire caliente y luego la velocidad aerodinámica del avión soviético se redujo drásticamente y el avión quedó atrapado en una gran corriente descendente. El Tupolev entró en pérdida y cayó en picada, con la nariz hacia abajo, hacia una granja cerca de los suburbios de Alma-Ata. Se deslizó por un barranco, se incendió y se desintegró, matando a todos a bordo.

## Investigación
La junta de aviación soviética concluyó que el accidente fue causado por la cizalladura del viento que tuvo lugar mientras la aeronave estaba cerca de su peso máximo de despegue para las condiciones locales que incluían montañas.